# Campeonato Sul Americano de Hóquei em Patins de 1987
Campeonato Americano de Hóquei em Patins, esta edição realizou-se  na cidade Sertãozinho Brasil. Esta competição foi organizada pela CSP, a Federação Sul-Americana de Patinagem.

## Paises participantes
Seniores Masc.
 Argentina 15ª Participação
 Brasil 15ª Participação
 Chile 16ª Participação

## Fase Grupo
| 5 de Junho 1987 | Brasil | 4 – 3 | Chile |  |
|                 |        |       |       |  |

| 5 de Junho 1987 | Argentina | 4 – 3 | Chile |  |
|                 |           |       |       |  |

| 6 de Junho 1987 | Argentina | 9 – 2 | Brasil |  |
|                 |           |       |        |  |

| 6 de Junho 1987 | Chile | 2 – 6 | Brasil |  |
|                 |       |       |        |  |

| 7 de Junho 1987 | Chile | 4 – 3 | Argentina |  |
|                 |       |       |           |  |

| 7 de Junho 1987 | Brasil | 3 – 3 | Argentina |  |
|                 |        |       |           |  |